# Sud-occidentale (distretto di Mosca)
Il distretto amministrativo sud-occidentale, in russo Юго-Западный административный округ?, è uno dei 12 distretti amministrativi in cui è suddivisa la città di Mosca.
È servito principalmente dalla linea di metropolitana Kalužsko-Rižskaja, nonché da alcune stazioni delle linee Serpuchovsko-Timirjazevskaja e dalla stazione Kachovskaja dell'omonima linea.
Viene suddiviso in 12 quartieri:
- Akademičeskij (Академический)
- Gagarinskij (Гагаринский)
- Zjuzino (Зюзино)
- Kon'kovo (Коньково)
- Kotlovka (Котловка)
- Lomonosovskij (Ломоносовский)
- Obručevskij (Обручевский)
- Severnoe Butovo (Северное Бутово)
- Tëplyj Stan (Тёплый Стан)
- Čerëmuški (Черёмушки)
- Južnoe Butovo (Южное Бутово)
- Jasenevo (Ясенево)